# AboutUs.com
AboutUs.com (انگلیسی: AboutUs.com) یک وبگاه ویکی دایرکتوری است. این وبگاه فهرستی از وبگاه‌های مختلف را به همراه اطلاعاتی درباره هر وبگاه نشان می‌دهد.